# Jacek Kwiatkowski (oficer)
Jacek Kwiatkowski (ur. 10 września 1958 we Wrocławiu) – oficer Ludowego Wojska Polskiego i Wojska Polskiego.

## Życiorys
Urodził się 10 września 1958 we Włocławku jako syn Stanisława. Do wojska wstąpił w 1978 jako podchorąży Wyższej Szkoły Oficerskiej Wojsk Inżynieryjnych we Wrocławiu. Po zakończeniu szkoły w okresie 1982–1984 pełnił obowiązki dowódcy plutonu rozpoznania inżynieryjnego. W latach 1984–1987 pełnił obowiązki jako dowódca kompanii rozminowania. W grudniu 1984 brał udział w akcji rozminowywania w Swarzędzu. Następnie na stanowisku szefa sztabu batalionu minowania w 4 Brygadzie Saperów w Gorzowie Wielkopolskim w latach 1984–1987. W 1988 został skierowany na studia do Wojskowej Akademii Inżynieryjnej w ZSRR, którą skończył w 1991. W 1992 został dowódcą 1 batalionu saperów w 4 Brygadzie Saperów. Dowódca 5 batalionu saperów w Krośnie Odrzańskim od 1993. Podczas powodzi w 1997 dowodzony przez niego batalion odpowiedzialny był za ochronę Krosna Odrzańskiego. W 2000 dowodzony przez niego batalion otrzymał sztandar, a jego dowódca w ramach wyróżnienia uczestniczył w spotkaniu z prezydentem RP w Pałacu Prezydenckim. W 2003 został przeniesiony na stanowisko zastępcy dowódcy 5 pułku inżynieryjnego w Szczecinie Podjuchach. W 2005 uczestniczył w V zmianie Polskiego Kontyngentu Wojskowego w Iraku jako Szef Oddziału Inżynieryjnego Wielonarodowej Dywizji Centralny-Wschód. W okresie od maja do lipca 2006 czasowo pełnił obowiązki dowódcy 5 pułku inżynieryjnego. We wrześniu 2011 został dowódcą 5 pułku inżynieryjnego i dowodził nim do 2 października 2017.

## Awanse
- podporucznik – 1982
- podpułkownik – 1993
- pułkownik – 2011

## Ordery i odznaczenia
- Srebrny Krzyż Zasługi – 2003[2]
- Złoty Medal za Długoletnią Służbę
- Gwiazda Iraku – 14 grudnia 2011r.
- Złoty Medal „Za zasługi dla obronności kraju”
- Złoty Medal „Siły Zbrojne w Służbie Ojczyzny”
- Srebrny Medal „Za zasługi dla obronności kraju”
- Srebrny Medal „Siły Zbrojne w Służbie Ojczyzny”
- Brązowy Medal „Za zasługi dla obronności kraju”
- Brązowy Medal „Siły Zbrojne w Służbie Ojczyzny”
- Medal Pamiątkowy Wielonarodowej Dywizji Centrum-Południe w Iraku
- Odznaka honorowa „Za Zasługi dla Związku Kombatantów RP i Byłych Więźniów Politycznych”
- Kombatancki Krzyż Zwycięstwa – 06 maja 2016
- Odznaka „Pamięci Tym co forsowali Odrę i Nysę Łużycką” – 18 kwietnia 2015r.[3]
- Army Commendation Medal – Stany Zjednoczone